# Tug of War (canción de Carly Rae Jepsen)
«Tug of War» es una canción de la cantante/compositor canadiense Carly Rae Jepsen, lanzado el 16 de septiembre de 2008 como el segundo sencillo de su álbum debut, Tug of War. La canción alcanzó el puesto número 36 en el Canadian Hot 100.

## Vídeo Musical
Un vídeo musical de la canción «Tug of War» fue subido al canal VEVO de Carly Rae Jepsen el 13 de julio de 2011 con una duración de tres minutos y veinte y seis segundos.

## Listado de la pista
| Digital download |              |          |  |
| N.º              | Título       | Duración |  |
| 1.               | «Tug of War» | 3:44     |  |

## Posicionamiento en listas
| Lista (2008)              | Máxima posición |
| ------------------------- | --------------- |
| Canadá (Canadian Hot 100) | 36              |

## Historial del lanzamiento
| País   | Fecha                    | Formato          | Discográfica        |
| ------ | ------------------------ | ---------------- | ------------------- |
| Canadá | 16 de septiembre de 2008 | Descarga digital | Fontana, MapleMusic |